# Hagenscharrn
Hagenscharrn ist eine Straße, die seit dem 14. Jahrhundert im früheren Weichbild Hagen der Stadt Braunschweig existiert.

## Zur Etymologie
Der Straßenname leitet sich zum einen vom Hagen ab, in dem diese Straße lag, und zum anderen stammt der Begriff Scharn, Scharren oder Scharre aus dem Bereich der Gilde der Knochenhauer. Er war die Bezeichnung für einen Verkaufsstand oder eine Reihe von Fleischbänken. Da Fleisch neben dem Brot als wichtiges Nahrungsmittel galt, gab es in der ganzen Stadt verteilt Knochenhauer, die das Schlachtwerk verrichteten. Diese Gilde hatte jeweils einen Sitz in den Räten aller Weichbilder der Stadt. Sie allein hatten die Berechtigung Schlachtvieh anzukaufen, zu schlachten, es zu zerlegen und auf Scharren zu verkaufen. Von diesen Verkaufsständen leitet sich der Zusatz -scharrn im Straßennamen ab. Es kam hinzu, dass Frischfleisch nur an diesen Ständen verkauft werden durfte, wo es unter der Kontrolle durch die Behörden stand. Diese Aufsicht lag bei der Knochenhauergilde, die einen eigenen Fleischbeschauer stellte.
In Braunschweig gab es im Nachmittelalter drei feste Tage, an denen geschlachtet wurde. Dabei durfte das Fleisch nur so lange in Scharren verkauft werden, bis am nächsten Schlachttag frische Ware geliefert wurde. Neben dem Hagenscharrn gab es auch die Bezeichnung „Ägidienscharren“, für den Markt, der sich hinter dem Rathaus am Altewiekring befand. Der Aufbau dieser Verkaufsflächen bestand zumeist aus ein oder zwei geschlossenen Reihen. Die Scharren selbst wurden mit der Zeit zu stabilen Buden ausgebaut, die eine Tür und einen Fensterladen zum Herunterlassen besaßen. Die Dächer waren mit Schiefer gedeckt und mit einer Dachrinne versehen, so dass sie wie Häuserzeilen in eigenen Verkaufsstraßen wirkten. Solche Scharren waren eine Wertanlage, da ihre Anzahl festgesetzt und die Nachfrage groß war. Der Weg, einen freien Scharren als Besitz zu erhalten, war im Allgemeinen nur durch Erbschaft oder Einheirat möglich.

## Geschichte
In der Nähe des Hagenscharrn gab es herzogliche Ländereien, die bewirtschaftet wurden. So wurde der „Drostenhof“ am 18. April 1307 von den Herzögen Heinrich der Wunderliche und Albrecht der Fette den Dominikaner-Predigerbrüdern (auch als Pauliner bezeichnet) zur Gründung eines eigenen Klosters für 65 Silbermark überlassen. Im Umfeld dieses Klosters siedelten sich einige Gilden an, darunter Tuchmacher, Goldschmiede und Gerber. Auch die sogenannten Fleischscharren hatten hier wohl seit 1347 ihren Platz. An den Herzog mussten für jeden Scharren 8 Schillinge im Jahr entrichtet werden. Der Besitz dieser Scharren war erblich geregelt, zudem waren die Betreiber verpflichtet, diese „in Besserung zu erhalten“.
Urkundlich lassen sich folgende Namen für die Straße finden:
- 1321 lateinisch apud macellam Indaginis
- 1404 „de scherne“, was den Fleischscharrn des Weichbildes Hagen bedeutet
- 1533 „kaldunenscharn“, (Kaldaunen = Eingeweide, Innereien)

In den Jahren 1407 bis 1569 wurde die Straße zumeist als Hagenscharn bezeichnet. Der Name Hagenscharrn hat sich erhalten, die Straße ist nur wenige Meter lang und führt vom Bohlweg als Einbahnstraße in die Casparistraße, die sich heute dort befindet, wo zuvor ein Arm der Oker entlangfloss.
| Karte um 1400 mit Paulinerkloster | Karte von 1798           | Karte von 1829                                                  |
| --------------------------------- | ------------------------ | --------------------------------------------------------------- |
|                                   | alternative Beschreibung | Mit Nummerierung der Häuser, wie sie bis 1945 bezeichnet wurden |

## Historische Anlieger
Das Fachwerkhaus Hagenscharrn 1 (Assekuranznummer 2085) am nordwestlichen Ende der Straße hatte als Schmuck lediglich einen Schwellbalken, der, mehrfach durch Rosetten durchbrochen, eine Inschrift in gotischen Minuskeln mit Versalien trug:
Die Karte von Johann Karl Mare aus dem Jahr 1829 zeigt, dass das Gebäude direkt an die Catharinen-Schule anschloss. Es wurde 1884 abgerissen und der Schmuckbalken dem Städtischen Museum übergeben. In dem Bereich befand sich von 1745 bis 1877 auch das Schulgebäude des Collegium Carolinum (Assekuranznummern 2096–2097). Insgesamt gab es dort zehn Häuser. Den Abschluss zum Bohlweg bildete das Eckhaus (Nr. 2095).

### Bewohner 1846
Als Bewohner dieser Häuser werden im Adressbuch für das Jahr 1846 folgende Personen angegeben:
- Buchbindermeister Isensee (Nr. 2085)
- Schulpedell Werthmann und Frau Brakel (Nr. 2086)
- Tischlermeister Harms, Tänzerin Täger, Näherin Täger und Sergeant Schäfer (Nr. 2087)
- Schuhmachermeister Bülte, Schuhmachermeister Mieth, Näherin Brandes und Schneidermeister Schwarz (Nr. 2088)
- Witwe Diestfeldt, Näherin Mondenschein, Spinnerin Spelge, Geschwister Rasch und der Korbmachermeister Warnecke (Nr. 2089)
- Schuhmachermeister Meyer und Mechanicus Meves (Nr. 2090)
- Witwe Kröhl, Stallbedienter Benthack, Schneidermeister Britzwein und Sergeant Bode (Nr. 2091)
- Witwe Schulze, Theaterkassenkontrolleur Heinemann und Chorist Weigel (Nr. 2092)
- Schneidermeister Schrader und Witwe Büschoff (Nr. 2093)
- Handschuhmacher Dübois und Kleidermacherin Ohlendorf (Nr. 2094)

Auf der Südseite der Straße befanden sich die Gebäude des Herzoglichen Zeughauses auf dem Grundstück Nr. 2084, die im ehemaligen Paulikloster untergebracht waren. Hier befand sich auch das im Jahre 1764 erbaute Kommandantenhaus, das als Wohnsitz des jeweiligen Stadtkommandanten diente und in dem später das Naturalienkabinett untergebracht war. Im Jahr 1891 wurde dort das „Vaterländische Museum für Braunschweigische Landesgeschichte“ (siehe Braunschweigisches Landesmuseum) gegründet, das zum 24. August 1902 in die Gebäude bei der Aegidienkirche verlegt wurde. Im Sommer 1903 wurden die Gebäude des Zeughauses und das Museum am Hagenscharrn abgerissen, um dort Platz für die Errichtung eines Behördenhauses (später Staatsministerium) zu schaffen.
Es gab, wie die Karte der Weichbilder zeigt, einen kleinen hölzernen Steg (die Hagenscharrnbrücke), der schräg über die Oker führte und der den Sack mit dem Hagen verband. Diese Verbindung wurde 1402 als „de lange steg“ bezeichnet. Sie war bis ins Jahr 1731 eine Verlängerung der Straße und verband diese mit dem Ruhfäutchenplatz. Die Brücke wurde aufgegeben und ein neuer Übergang wurde weiter südlich errichtet, der zunächst in Holz ausgeführt und ab 1779 durch eine Steinbrücke ersetzt wurde.

### Bewohner 1941
1941 wurden folgende Bewohner für die verbliebenen fünf Häuser auf der Nordseite genannt:
- Nr. 2085 bis 2087 und Nr. 2093 bis 2094 waren nicht mehr vorhanden
- Nr. 2088
  - Eigentümer: Kaufmann Fritz Rekate und drei Miterben
  - Erdgeschoss: Friseurgeschäft W. Abel, I. Etage: Techniker F. Sievers, II. Etage: Lagerist H. Thorsen, III. Etage: Reichsbahnladeschaffner W. Heitmann, IV. Etage: Dreher A. Lemki
- Nr. 2089
  - Eigentümer: Einkaufs- und Lieferungsvereinigung für das Schuhmacherhandwerk E.G.m.b.H.
  - Erdgeschoss: Rohstoffverein der Schuhmachermeister zu Braunschweig E.G.m.b.H. I. Etage: Lagerhalter A. Lerm, II. Etage: Registrator R. Hans, III. Etage: Maschinist B. Möller
- Nr. 2090
  - Eigentümer: Gastwirt Aug. Meyer (†)
  - Erdgeschoss: Revisor F. Dunwald, Invalide Fr. Niemeyer, I. Etage: Witwe Anna Meyer, II. Etage: Arbeiter W. Schoppmeyer, [III. Etage:] Schlosser W. Hausdorf
- Nr. 2091
  - Schlosser Paul Blankenstein
  - Erdgeschoss: Frl. Anna Wolnik, I. Etage: Straßenbahnführer E. Heinrichs, II. Etage: Witwe L. Langemann, III. Etage: Frau Fr. Brauer
- Nr. 2092
  - Eigentümer: Schlossermeister Karl Hüsers Erben
  - Erdgeschoss: Drechsler P. Köhler, I. Etage: Monteur Rich. Rinne, Witwe A. Gerlt, II. Etage: Kraftwagenführer Ernst Jahns, Bote Paul Sypa, III. Etage: Witwe H. Henschel

Gegenüberliegend auf der südlichen Straßenseite befand sich das Behördenhaus des Fiskus.

### Vollständige Zerstörung im Zweiten Weltkrieg
| Durch über 40 Bombenangriffe während des Zweiten Weltkrieges, insbesondere den Bombenangriff vom 15. Oktober 1944, großflächig zerstörte und beschädigte Bereiche der nordöstlichen Braunschweiger Innenstadt, zwischen Steinweg (oben), Hagenmarkt (rechts), Fallersleber Straße (unten) und Theaterwall (links). Zur Orientierung: | |
| 1) | Das schwer beschädigte Braunschweiger Schloss. |
| 2) | Der Burgplatz; darunter das Staatsministerium in der Dankwardstraße, dem links gegenüber das Rathaus. Auf dem Burgplatz sind rechts die Burg Dankwarderode und der Braunschweiger Dom erkennbar. |
| 3) | Der Ruhfäutchenplatz grenzt an die Burg Dankwarderode und das Hotel Deutsches Haus. |
| 4) | Am linken Bildrand ist das Staatstheater erkennbar. |
| 5) | Die zerstörten Gebäude von Wilhelmsgarten. |
| 6) | Die schwer beschädigte Katharinenkirche am Hagenmarkt. |
| 7) | Die Ruine der Hagenmarkt-Apotheke. |
| 8) | Das ausgebrannte Bierbaumsche Haus an der Fallersleber Straße. |
| Ausschnitt aus einer Luftaufnahme der USAAF vom 12. Mai 1945 | |

Die gesamte Bebauung auf der nördlichen Seite des Hagenscharrns wurde zerstört. Auf der gegenüberliegenden Straßenseite steht das erhalten gebliebene Steingebäude des braunschweigischen Staatsministeriums, in dem bis zu deren Auflösung 2004 die Bezirksregierung Braunschweig untergebracht war. Nach erfolgter Generalsanierung zog das Oberlandesgericht Braunschweig sowie die Generalstaatsanwaltschaft Braunschweig in dieses denkmalgeschützte Gebäude zwischen Hagenscharrn, Bohlweg und Ruhfäutchenplatz ab Dezember 2022 ein.